# 盐越柚步
盐越柚步（日语：／ Shiokoshi Yuzuho，1997年11月1日—），埼玉县川越市出身，日本女子足球运动员，司职中场，2016年國際足協女子U-20世界盃铜牌得主、2022年亞洲運動會女子足球金牌得主。

## 球員生涯
幼稚園時期，開始跟隨比自己大兩歲的哥哥在足球學校踢球。

### 青年隊
小學六年級時，在當時少年團教練的推薦下，參加並加入了浦和紅鑽女子足球隊青年隊的選拔。
2014年3月，被登錄到一線隊，但那一年沒有獲得出場機會。

### 成年隊
2016年1月，宣布晉升至一線隊，並在該賽季的聯賽和聯賽盃所有比賽中均有出場。
2016年至2021年期間在株式會社Eco計劃工作。從週二到週五，每天上午8點30分至下午3點工作，之後前往訓練。
2018年至2019年因傷大幅減少出場機會。
2021年1月，在日本女子足球聯賽2020頒獎典禮中首次入選最佳陣容。

### 國家隊
被選入參加2016年11月在巴布亞新畿內亞舉行的2016年國際足協U-20女子世界盃的日本代表隊，並出場1場比賽。
2020年10月，首次被徵召參加日本女子國家隊候選人訓練營。
2021年6月10日在對陣烏克蘭的比賽中完成國家隊首秀，表現出色，貢獻2球1助攻。同年6月18日，被選入2020年東京奧運會的代表隊名單。
2023年，被徵召參加2022年亞洲運動會，擔任隊長並穿著10號球衣，在比賽中打進4球，幫助球隊奪冠。
2024年10月22日，因上野真實身體狀況不佳退出，被追加徵召參加26日對陣韓國的友誼賽，這是她時隔3年再次入選日本女子國家隊。由於前一年的亞洲運動會被視為B隊比賽，不計入國際A級賽事，因此這是她自2021年東京奧運會以來首次入選A隊。她在對韓國的比賽下半場替補出場。

## 附註
1. ↑  因為是日本B隊而非A隊，所以出場不計入國家隊正式比賽次數[14]。